# Wang Mian
Wang Mian (王冕 Wáng Miǎn) ou Wang Mien, surnom : Yuanzhang, noms de pinceau : Laocun et Shushi Shannong, peintre chinois du XIVe siècle. Il est originaire de Kuaiji dans la province du Zhejiang, né en 1287 et mort en 1359. 

## Les bambous et les pruniers en fleur
Le prunier en fleur, un des thèmes favori des peintres lettrés, jouit d'une place un peu différente de celle des bambous dans la culture chinoise. L'enthousiasme pour le prunier en fleur se mue en culte à la période des Song du Sud : les poètes expriment leur attachement presque érotique à sa beauté sensuelle et les peintres, tant dans l'Académie impériale de peinture que parmi les amateurs lettrés, en réalisent de ravissantes images. Les chefs-d'œuvre académiques de Ma Yuan et Ma Lin, et ceux d'autres artistes lettrés semblent avoir laissé peu de place pour les développements ultérieurs, et le genre du prunier à l'encre devient de plus en plus conventionnel, tout particulièrement après la dynastie des Yuan sans amoindrir sa popularité.

## Parcours d'artiste
À la dynastie des Yuan, le peintre de pruniers en fleur le plus connu est Wang Mian. Déçu dans ses aspirations à devenir fonctionnaire dans l'administration ou conseiller militaire de personnages puissants, il se résigne à gagner sa vie grâce à la peinture ; en ce domaine, au moins, il connait le succès. Son contemporain Song Lian (1310-1381) écrit : « Ceux qui recherchent ses peintures viennent en foule pour les regarder.Il peint sur des pièces de soie longues et courtes pour gagner le riz dont il a besoin. Quand des gens se moquent de lui, Mian répond: [ je dépend de cela pour vivre, sinon pourquoi voudrais-je être un maître peintre travaillant pour les autres? ] ». Wang Mian illustre en effet un phénomène de plus en plus fréquent sous les Yuan : des artistes possèdent assez de titres pour accéder au statut d'amateur lettré mais choisissent, contraints par les circonstances, d'assurer leur subsistance par la peinture.
Dans l'œuvre de Wang Mian, la diversité des formats, des matériaux et des styles – grands rouleaux portatifs muraux décoratifs sur soie, courts rouleaux portatifs ou feuilles d'album représentant une unique branche, peinte sur papier – répond tout autant à la variété de ses clients et de ses commanditaires qu'à celle de ses pulsions artistiques profondes. Branches de prunier en fleur  une œuvre sur papier datant de 1355, est un excellent exemple du dernier style de Wang Mian. L'artiste y inscrit six quatrains, et d'autres sont ajoutés par quatre de ses contemporains ; en outre, le shitang de papier au-dessus de la peinture et même l'espace sur la soie de montage qui l'entoure sont remplis de textes de scripteurs de la dynastie des Ming aussi illustre que les calligraphes Zhu Yunming et Wang Chong ou le peintre Tang Yin.

## Délicatesse de style
La peinture peut sembler un frêle support pour toutes ces effusions louangeuses, mais elle tient sa place avec une richesse délicate, emplissant l'espace disponible d'une profusion de fleurs. La courbe conventionnelle en forme de S, autour de laquelle les peintures de branches de prunier sont ordinairement organisées, se retrouve dans la branche qui se déploie à peu près du coin supérieur droit au coin inférieur gauche, mais d'autres rameaux et brindilles obscurcissent en partie cette organisation, ce qui donne à la composition une certaine fraîcheur. La peinture exprime quelque chose de cette sensation printanière d'être enveloppé dans un nuage de fleurs odoriférantes, l'une des nombreuses façons de jouir des pruniers en fleur.

## Biographie
Issu d'une famille paysanne, Wang Mian devient jeune disciple d'un lettré néo-confucianiste renommé, Hang Xing. Après avoir échoué aux examens triennaux de la capitale, il acquiert la réputation de non-conformiste et abandonne l'idée d'une carrière officielle. Semblant prévoir les désordres sociaux de la fin de la dynastie Yuan, il se retire au mont Jiuli où il cultive des pruniers.

## Peintre et poète
Parmi ses écrits, l'un de ses recueils de poésie s'intitule Zhuzhai shiji. Peintre de bambous et de rochers, il excelle particulièrement dans les représentations de fleurs de prunier, à l'encre ; son style devient caractéristique de ce genre à la fin de la période Yuan et au début de l'époque Ming.

## Musées
- Pékin (Mus. du Palais):

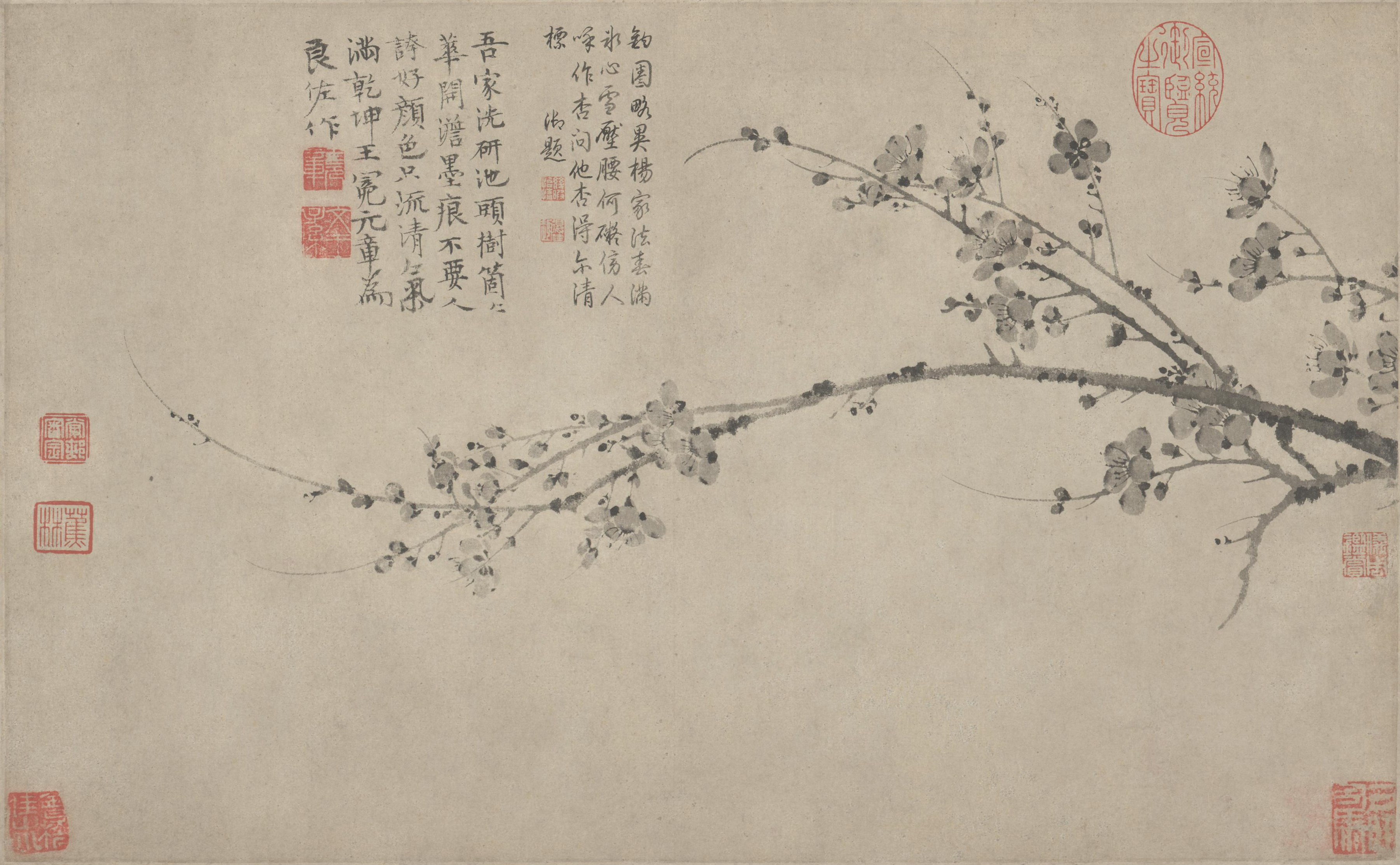
Longue branche de prunier en fleur par Wang Mian.

  - Trois bambous, colophon du peintre daté 1349.
  - Branche de prunier en fleur, poème du peintre.
- Shanghai :
  - Fleur de prunier à l'encre, daté 1355, encre sur papier, rouleau en hauteur.
- Taipei (Nat. Palace Mus.):
  - Branche de prunier en fleur de Wang Mien et bambou de Wu Zhen, encre sur papier, rouleau en longueur, inscription des deux peintres.
  - Fleurs de prunier, poème du peintre daté 1353 et poème de Tang Su.
  - Nanzhi Chunzao tu, longue branche de prunier en fleur, poème du peintre daté 1357.